# أنطونيو إريوندو
أنطونيو إريوندو (بالإسبانية: Antonio Iriondo) هو لاعب كرة قدم إسباني في مركز الوسط، ولد في 20 مارس 1953 في موسكو في روسيا. لعب مع أتلتيكو مدريد ج.